# Shai Wosner
Shai Wosner (* 1976) ist ein israelischer Pianist.

## Leben
Wosner hatte Klavierunterricht bei Emanuel Krasovsky in Tel-Aviv sowie Unterricht in Komposition, Theorie und Improvisation bei André Hajdu. Im Alter von 21 Jahren studierte er bei Emanuel Ax an der Juilliard School of Music in New York, wo er auch heute lebt.
Mit seinem Repertoire von Ludwig van Beethoven und Wolfgang Amadeus Mozart über Arnold Schönberg und György Ligeti bis hin zu zeitgenössischen Komponisten hat er sich internationale Anerkennung erworben.

## Konzertlaufbahn
Shai Wosner trat unter anderem mit dem Los Angeles Philharmonic Orchestra und dem Orpheus Chamber Orchestra in Nordamerika und in Europa mit der Staatskapelle Berlin, den Göteborger Symphonikern, dem Barcelona Symphony Orchestra, dem belgischen Nationalorchester und dem Nieuw Sinfonietta Amsterdam auf. Im Jahr 2006 gab er während der Jubiläumsfeiern zu Mozarts 250. Geburtstag in Salzburg sein Debüt bei den Wiener Philharmonikern. Er arbeitete mit Dirigenten wie Daniel Barenboim, Zubin Mehta und Leonard Slatkin. Als Kammermusiker hat Shai Wosner mit Pinchas Zukerman, Lynn Harrell, Christian Tetzlaff und Veronika Eberle musiziert.

## Preise und Förderungen
- Borletti-Buitoni Trust (2005)
- Avery Fisher Career Grant (2005)
- BBC New Generation Artist (2007–2009)

## Diskographie
- 2010: Schubert – Klaviersonaten d 840 & d 850/Sechs Deutsche Tänze
- 2011: Brahms, Schönberg  Suite for Piano/7 Fantasien